# Groove Records
Groove Records was een Amerikaans platenlabel, in 1953 opgericht door Billboard-journalist Bob Rolontz met de bedoeling hierop rhythm & blues-platen uit te brengen. Het label, toen een sublabel van RCA, scoorde een eerste hit dankzij Piano Red, maar het duo Mickey & Silva leverde de eerste kraker met "Love Is Strange" (meer dan een miljoen verkochte platen), in 1956. Kort na dit succes werd de stekker eruit getrokken en verhuisden de artiesten van het label naar een ander sublabel van RCA, RCA Vik. Musici die op Groove waren uitgekomen, waren onder andere King Curtis, Arthur Crudup, Brook Benton, Otis Blackwell, Larry Dale, Big John Greer, Champion Jack Dupree en een jonge George Benson.
In 1961 werd het label nieuw leven ingeblazen, met meer aandacht voor country. Er kwamen platen uit van bijvoorbeeld Sonny James, Justin Tubb, Marty Paich, Johnny Nash, Jack Scott, Johnny Ray, Charlie Rich.